# Conchata Ferrell
Conchata Galen Ferrell (Charleston, Nyugat-Virginia, 1943. március 28. – Sherman Oaks, Los Angeles, 2020. október 12.) amerikai színésznő.
Ő alakította Bertát, a házvezetőnőt a Két pasi – meg egy kicsi című szituációs komédiában. Ezért a szerepéért kétszer is Primetime Emmy-díjra jelölték, 2005-ben és 2007-ben.

## Élete
Ferrell Charlestonban, Nyugat-Virginiában született Mescal Loraine és Luther Martin Ferrell gyermekeként, majd az ohio-i Circlevillebe költöztek, ahol gyermekkorát töltötte. Járt a Nyugat-Virginiai Egyetemre, de a Marshall Egyetemen diplomázott. Férje Arnie Anderson, egy közös lányuk van, Samantha. 
Szívinfarktus okozta komplikációk miatt vesztette életét.

## Filmográfia

### Film
| Év   | Magyar cím                        | Eredeti cím                      | Szerep                  | Magyar hang        |
| ---- | --------------------------------- | -------------------------------- | ----------------------- | ------------------ |
| 1976 |                                   | Deadly Hero                      | Slugger Ann             |                    |
| 1976 | Hálózat                           | Network                          | Barbara Schlesinger     | Pregitzer Fruzsina |
| 1979 | A szelíd vadnyugat                | Heartland                        | Elinore Randall Stewart |                    |
| 1986 | Ahol fekete lesz a folyó          | Where the River Runs Black       | Marta főnökasszony      | Szabó Éva          |
| 1988 | Gyermekáldás?                     | For Keeps                        | Mrs. Bobrucz            |                    |
| 1988 | Pizzavarázs                       | Mystic Pizza                     | Leona                   | Martin Márta       |
| 1988 | Pizzavarázs                       | Mystic Pizza                     | Leona                   | Szabó Éva          |
| 1988 | Pizzavarázs                       | Mystic Pizza                     | Leona                   | Andresz Kati       |
| 1990 | Ollókezű Edward                   | Edward Scissorhands              | Helen                   | Győri Ilona        |
| 1993 | Keserű ünnep                      | Family Prayers                   | Mrs. Romeyo             | Halász Aranka      |
| 1993 | Tiszta románc                     | True Romance                     | Mary Louise Ravencroft  | Némedi Mari        |
| 1993 | Tiszta románc                     | True Romance                     | Mary Louise Ravencroft  | Molnár Melinda     |
| 1993 | Ég és föld                        | Heaven & Earth                   | Bernice                 | Mányai Zsuzsa      |
| 1994 |                                   | Samurai Cowboy                   | Bobbi Bob Pickette      |                    |
| 1994 |                                   | A Worn Path (rövidfilm)          | nővér                   |                    |
| 1996 | Pokolsztráda                      | Freeway                          | Mrs. Sheets             | Némedi Mari        |
| 1996 | Álnokok és elnökök                | My Fellow Americans              | női sofőr               | Némedi Mari        |
| 1997 |                                   | Touch                            | Virginia Worrel         |                    |
| 2000 | Bűn és Bűnhődés Amerikában        | Crime and Punishment in Suburbia | Bella                   |                    |
| 2000 | Erin Brockovich – Zűrös természet | Erin Brockovich                  | Brenda                  | Kocsis Mariann     |
| 2001 | K-PAX – A belső bolygó            | K-PAX                            | Betty McAllister        | Némedi Mari        |
| 2002 | A kismenő                         | Mr. Deeds                        | Jan                     | Molnár Piroska     |
| 2004 |                                   | Surviving Eden                   | Rosemary Flotchky       |                    |
| 2007 | Kabluey, a kék kabala             | Kabluey                          | Kathleen                |                    |
| 2012 | Frankenweenie – Ebcsont beforr    | Frankenweenie                    | Bob anyja (hangja)      | Szabó Éva          |
| 2012 | Frankenweenie – Ebcsont beforr    | Frankenweenie                    | Bob anyja (hangja)      | Kocsis Mariann     |
| 2014 | Sam – Kismadár nagy kalandja      | Yellowbird                       | Marjorie (angol hangja) | Szirtes Ági        |
| 2015 | Krampusz                          | Krampus                          | Dorothy néni            | Molnár Piroska     |
| 2016 |                                   | The Axe Murders of Villisca      | Mrs. Flanks             |                    |
| 2020 |                                   | Deported                         | Betsy                   |                    |

### Televízió

#### Tévéfilm
| Év   | Magyar cím                             | Eredeti cím                              | Szerep                 | Magyar hang   |
| ---- | -------------------------------------- | ---------------------------------------- | ---------------------- | ------------- |
| 1977 |                                        | The Girl Called Hatter Fox               | Rinehart nővér         |               |
| 1978 | Halál Canaanban                        | A Death in Canaan                        | Rita Parsons           | Martin Márta  |
| 1978 |                                        | Who'll Save Our Children?                | Dodie Hart             |               |
| 1979 |                                        | Before and After                         | Marge                  |               |
| 1980 |                                        | The Seduction of Miss Leona              | Hazel Dawson           |               |
| 1980 |                                        | Reunion                                  | Toni Owens             |               |
| 1980 |                                        | Rape and Marriage: The Rideout Case      | Helen                  |               |
| 1982 |                                        | Life of the Party: The Story of Beatrice | Burnsite százados      |               |
| 1983 |                                        | Emergency Room                           | Sylvia Kaye nővér      |               |
| 1984 |                                        | Nadia                                    | Mili Simonescu         |               |
| 1984 |                                        | The Three Wishes of Billy Grier          | Dr. Gardner            |               |
| 1985 |                                        | North Beach and Rawhide                  | Doc Norman             |               |
| 1986 | A szamaritánus: Mitch Snyder története | Samaritan: The Mitch Snyder Story        | Ida Sinclair           |               |
| 1986 |                                        | Picnic                                   | Helen Potts            |               |
| 1987 |                                        | Eye on the Sparrow                       | Mary                   |               |
| 1988 | Ralph a táborban                       | Runaway Ralph                            | Jill néni              | Kiss Erika    |
| 1989 | Katonacsizmában a mamám                | Your Mother Wears Combat Boots           | Mononaghee specialista | Némedi Mari   |
| 1990 |                                        | Hollywood Dog                            | William Dear           |               |
| 1990 | Aranyláncok                            | Chains of Gold                           | Martha Burke           | Czigány Judit |
| 1990 |                                        | Opposites Attract                        | Flo                    |               |
| 1991 | A visszaeső                            | Deadly Intentions... Again?              | Joan                   | Győri Ilona   |
| 1991 | Férfiak városa (Nyomul a csatársor)    | Backfield in Motion                      | Ann Bedowski           | Rátonyi Hajni |
| 1996 | Tűzvirágok                             | Sweet Dreams                             | Dr. Kate Lowe          |               |
| 1998 | Vámpírok harca                         | Modern Vampires                          | Wanda                  |               |
| 2001 | Rács mögött                            | Stranger Inside                          | Mama Cass              |               |
| 2001 | Amy és Isabel                          | Amy & Isabelle                           | Bev                    |               |
| 2014 |                                        | Postal Jerks                             | Carmelita              |               |
| 2014 |                                        | Wishin’ and Hopin’                       | Agrippina nővér        |               |
| 2018 |                                        | A Very Nutty Christmas                   | Clara                  |               |

#### Sorozat
| Év        | Magyar cím                        | Eredeti cím                       | Szerep                                   | Megjegyzések                                 |
| --------- | --------------------------------- | --------------------------------- | ---------------------------------------- | -------------------------------------------- |
| 1974      |                                   | Maude                             | Rita Valdez                              | 1 epizód                                     |
| 1975      |                                   | Hot L Baltimore                   | April Green                              | 13 epizód                                    |
| 1977      | Rockford nyomoz                   | The Rockford Files                | Ella Mae White                           | 1 epizód                                     |
| 1977      |                                   | Blansky's Beauties                | Gibbons nővér                            | 1 epizód                                     |
| 1977      |                                   | Good Times                        | Miss Johnson                             | 1 epizód                                     |
| 1977      |                                   | One Day at a Time                 | Phyllis McDermott                        | 1 epizód                                     |
| 1979      | Szerelemhajó                      | The Love Boat                     | Bitsy                                    | 2 epizód                                     |
| 1979      |                                   | The Misadventures of Sheriff Lobo | The Fox                                  | 2 epizód                                     |
| 1979–1981 |                                   | B. J. and the Bear                | Wilhemina "The Fox" Johnson              | 5 epizód                                     |
| 1980      |                                   | Knots Landing                     | Mrs. Messinger                           | 2 epizód                                     |
| 1981      |                                   | CBS Afternoon Playhouse           | Mamie Trotter                            | 1 epizód                                     |
| 1981      |                                   | Lou Grant                         | Myra Wexler                              | 1 epizód                                     |
| 1981–1982 |                                   | McClain's Law                     | Vangie Cruise                            | 5 epizód                                     |
| 1982      |                                   | Quincy, M.E.                      | Mrs. Werner                              | 1 epizód                                     |
| 1982      | Cagney és Lacey                   | Cagney & Lacey                    | Charlene                                 | 1 epizód                                     |
| 1983      | Egy kórház magánélete             | St. Elsewhere                     | Gina Barnett                             | 1 epizód                                     |
| 1983      |                                   | American Playhouse                | Faye Doyle                               | 1 epizód                                     |
| 1984      |                                   | Faerie Tale Theatre               | Thumbelina anyja                         | 1 epizód                                     |
| 1984–1985 |                                   | E/R                               | Joan Thor nővér                          | 22 epizód                                    |
| 1986      |                                   | Matlock                           | Mrs. Reese                               | 1 epizód                                     |
| 1987      |                                   | Night Court                       | nővér                                    | 1 epizód                                     |
| 1987      |                                   | Sledge Hammer!                    | Ida Grim bírónő                          | 1 epizód                                     |
| 1987      |                                   | Frank's Place                     | Jan Rudy                                 | 1 epizód                                     |
| 1988      | Ki a főnök?                       | Who's the Boss?                   | Frances                                  | 1 epizód                                     |
| 1988–1992 |                                   | L.A. Law                          | Susan Bloom                              | 15 epizód                                    |
| 1989      | Gyilkos sorok                     | Murder, She Wrote                 | Harriet Lundgren                         | 1 epizód                                     |
| 1989      |                                   | A Peaceable Kingdom               | Kate Galindo                             | 10 epizód                                    |
| 1989      | Nehéz napok egy Föld nevű bolygón | Hard Time on Planet Earth         | Annie                                    | - 1 epizód - magyar hangja: - Kocsis Mariann |
| 1992–1993 |                                   | Hearts Afire                      | Dr. Ruth Colquist / Madeline Stoessinger | 5 epizód                                     |
| 1993      |                                   | Sirens                            | Mrs. Chattle                             | 1 epizód                                     |
| 1993      | Kobra                             | Cobra                             | Bobby Gutner                             | - 1 epizód - magyar hangja: - Spilák Klára   |
| 1994–1995 |                                   | Duckman                           | Roxanne (hangja)                         | 2 epizód                                     |
| 1995      | Hozományvadászok                  | The Buccaneers                    | Mrs. Elmsworth                           | minisorozat (2 epizód)                       |
| 1995      | A maszk                           | The Mask: Animated Series         | Willamina Bubask (hangja)                | 1 epizód                                     |
| 1995      |                                   | The Client                        | Rue                                      | 1 epizód                                     |
| 1996      |                                   | Minor Adjustments                 | Mrs. Daisy Gotschel                      | 1 epizód                                     |
| 1996      | Walker, a texasi kopó             | Walker, Texas Ranger              | Lureen Smith                             | - 1 epizód - magyar hangja: - Némedi Mari    |
| 1996      |                                   | Townies                           | Marge                                    | 14 epizód                                    |
| 1997      | Jaj, a szörnyek!                  | Aaahh!!! Real Monsters            | Simpah (hangja)                          | 1 epizód                                     |
| 1997–1998 |                                   | Teen Angel                        | Pam                                      | 17 epizód                                    |
| 1998      | Buffy, a vámpírok réme            | Buffy the Vampire Slayer          | Greenliegh nővér                         | 1 epizód                                     |
| 1999      | Angyali érintés                   | Touched by an Angel               | Irene                                    | 1 epizód                                     |
| 1999      | Két pasi meg egy csajszi          | Two Guys and a Girl               | Shawn anyja                              | 1 epizód                                     |
| 1999      | JAG – Becsületbeli ügyek          | JAG                               | Deanne                                   | 1 epizód                                     |
| 1999      | Jóbarátok                         | Friends                           | A bíró                                   | 1 epizód                                     |
| 2000      | Légy valódi!                      | Get Real                          | Rosa Hernandez                           | 1 epizód                                     |
| 2000      | Pensacola – A név kötelez         | Pensacola                         | Helen Wilson                             | 1 epizód                                     |
| 2000      |                                   | Buzz Lightyear of Star Command    | Ma Munchapper (hangja)                   | 3 epizód                                     |
| 2000–2003 | A Thornberry család               | The Wild Thornberrys              | Harriet / grizzly medve (hangja)         | 2 epizód                                     |
| 2001      |                                   | Popular                           | Calamity Jane                            | 1 epizód                                     |
| 2001      | Vészhelyzet                       | ER                                | Mrs. Jenkins                             | 1 epizód                                     |
| 2002      | Sabrina, a tiniboszorkány         | Sabrina the Teenage Witch         | buszsofőr                                | 1 epizód                                     |
| 2003      |                                   | Becker                            | Pearl                                    | 1 epizód                                     |
| 2003      | Amynek ítélve                     | Judging Amy                       | Maxine munkatársa                        | 1 epizód                                     |
| 2003–2015 | Két pasi – meg egy kicsi          | Two and a Half Men                | Berta                                    | visszatérő- és főszereplő (112 epizód)       |
| 2016      | Grace és Frankie                  | Grace and Frankie                 | Jean nagymama                            | 1 epizód                                     |
| 2017      | A farm                            | The Ranch                         | Shirley                                  | 2 epizód                                     |

## Díjak és jelölések
| Év   | Díj                     | Eredmény | Kategória                                    | Munka                    |
| ---- | ----------------------- | -------- | -------------------------------------------- | ------------------------ |
| 1974 | Drama Desk Award        | Elnyerte | Kiemelkedő teljesítmény                      | The Sea Horse            |
| 1974 | Theatre World Award     | Elnyerte |                                              | The Sea Horse            |
| 1981 | Western Heritage Awards | Elnyerte | Bronze Wrangler                              | Heartland                |
| 1992 | Primetime Emmy-díj      | Jelölve  | Legjobb női mellékszereplő (drámasorozat)    | L.A. Law                 |
| 2005 | Primetime Emmy-díj      | Jelölve  | Legjobb női mellékszereplő (vígjátéksorozat) | Két pasi – meg egy kicsi |
| 2007 | Primetime Emmy-díj      | Jelölve  | Legjobb női mellékszereplő (vígjátéksorozat) | Két pasi – meg egy kicsi |